# Bistum Januária

Regional CNBB Leste 2.

Bistum Januária.

Das Bistum Januária (lateinisch Dioecesis Ianuariensis, portugiesisch Diocese de Januária) ist eine in Brasilien gelegene römisch-katholische Diözese mit Sitz in Januária im Bundesstaat Minas Gerais.

## Geschichte
Das Bistum Januária wurde am 15. Juni 1957 durch Papst Pius XII. mit der Apostolischen Konstitution Laeto auspicio aus Gebietsabtretungen des Bistums Montes Claros und der Territorialprälatur Paracatu errichtet. Es wurde dem Erzbistum Diamantina als Suffraganbistum unterstellt. Am 5. Juli 2000 gab das Bistum Januária Teile seines Territoriums zur Gründung des Bistums Janaúba ab. Das Bistum Januária wurde am 25. April 2001 dem Erzbistum Montes Claros als Suffraganbistum unterstellt.

## Bischöfe von Januária
- Daniel Tavares Baeta Neves, 1958–1962
- Johannes Baptist Przyklenk MSF, 1962–1976, dann Apostolischer Vikar von Tromsø
- Johannes Baptist Przyklenk MSF, 1977–1983
- Anselmo Müller MSF, 1984–2008
- José Moreira da Silva, 2008–2022, dann Bischof von Porto Nacional
- Geraldo de Souza Rodrigues, 2023–2025
- Dorival Souza Barreto Júnior, seit 2025